# Mi Beth El
L'appellativo mi Beth El, scritto in lingua ebraica, si riferisce a una famiglia ebraica romana; la denominazione è attestata dal tardo medioevo, secolo XI sino a circa il secolo XVI.

## Varia denominazione ebraica e latina/italiana
Esponenti denominati in testi in lingua ebraica mi Beth El (della Casa del Signore) oppure min ha Keneset (delle Scole - Scola) nei documenti in lingua latina o italiana figurano come delle Scole/Scola, oppure in seguito trasferiti da Roma con un appellativo tratto da una significativa residenza: per esempio da Montalcino.
Non è attestato nella documentazione coeva finora conosciuta l'appellativo "da Sinagoga" offerto come traduzione italiana da Umberto Cassuto e poi dalla Jewish Encyclopedia (1906) e poi ripetuto da altri storici.

## Origini della famiglia
La famiglia dei mi-Beth El è nei secoli XII - XIV tra le maggiori della Comunità ebraica romana.
È spesso anche collegata alla prolifica e longeva altra famiglia romana degli Anav/Anaw/Anau (detta poi anche Piattelli e in molti casi, nel corso della storia, il cognome trascritto erroneamente in “Piattella”)..
Non è chiaro quale fosse la più importante tra le due, comunque gli Anaw e i mi-Beth El sono tra le famiglie ebraiche romane che vantano un'antica tradizione, tramandata almeno dal Medioevo, la quale racconta che fossero famiglie nobili portate a Roma da Tito per celebrare il suo Trionfo. 
Le altre sono i min ha Tappuchim (poi anche de'Pomis); min ha Zeqenim (poi anche Del Vecchio): Kohen min ha Addumin (poi anche de'Rossi); min ha Nearim (poi anche da Supino); min ha Dayanim (poi anche Del Giudice), anche esse citate nella Jewish Encyclopedia.
Per gli Anaw la Jewish Encyclopedia (1906) dal 1007 fino alla fine del secolo XV cita oltre quaranta esponenti quali letterati, rabbini e medici; altri Anaw sono ancora citati fino ai nostri giorni, il cognome Anaw/Anav/Anau è dunque uno dei più antichi cognomi italiani.
Anche diversi esponenti dei mi-Beth El o min ha Keneset sono citati nella suddetta Jewish Encyclopedia e in ricerche successive; la famiglia dette significativi personaggi, tra cui rabbini, medici e letterati, alla Comunità ebraica romana o a quelle di origine romana del Centro e Nord Italia, attestati con questa denominazione in lingua ebraica; inoltre tra i secc. XIV e XV , suoi membri sono all’origine di note compagini familiari diramate in altre città.
Dopo il secolo XVI non troviamo più usato nella documentazione ufficiale Scola o de Scola, ma solo in testi ebraici l'appellativo mi-Beth El, restato come "eredità" storica a lignaggi sostanzialmente distinti uno dagli altri: cioè mi Beth El da Camerino, mi Beth El da Montalcino, mi Beth El da Fano, mi Beth El da Pisa.

## Derivazioni
Da queste famiglie, diramate già dai secoli XIII-XIV in Umbria, nelle Marche, in Toscana e in Emilia Romagna, infatti derivarono dal secolo XV i rami familiari ormai distinti dei da Montalcino, da Camerino, da Fano, da Samminiato, da Pisa, attivi in campo bancario e mercantile in Toscana e altrove ed ancora esistenti ai nostri giorni. 
Anche gli Anav/Anaw/Anau o Piattelli, sono attestati nelle antiche forme cognominiali dal sec. XI fino ai nostri giorni.
Le suddette famiglie, da Montalcino/Montalcini, da Camerino/Camerino, da Fano/Fano, da Pisa/Pisa (da Samminiato non è più attestato dopo il secolo XVI), sono insomma gli "eredi" odierni della antica denominazione in lingua ebraica mi-Beth El.